# Паркс, Уолтер
Уолтер Ф. Паркс (англ. Walter F. Parkes; род. 15 апреля 1951) — американский кинопродюсер, сценарист и бывший глава студии «DreamWorks» .

## Жизнь и карьера
Уолтер Ф. Паркс родился в Бейкерсфилде, Калифорнии. Окончил Йельский колледж с отличием в 1973 году, а затем изучал коммуникации и документальное кино в Стэнфордском университете, где он снял свой первый полнометражный фильм, документальный фильм о возрождении нацистской партии в Америке, «Калифорнийский рейх». Фильм был номинирован на Оскар и был специальным выбором на Каннском кинофестивале. «Военные игры», где Паркс был автором сценария и продюсером вместе с Лоуренсом Ласкером и Валоном Грином, заработал номинацию на «Оскар» за лучший оригинальный сценарий. Паркс и Ласкер вместе были продюсерами нескольких фильмов, включая «Тихушники» и «Пробуждение», номинированного на премию «Оскар» за лучший фильм в 1990 году. В других фильмах Паркс был продюсером или исполнительным продюсером: «Люди в чёрном», «Бегущий за ветром», победителя «Золотого глобуса» «Суини Тодда», «Ужин с придурками», «Гладиатор», «Особое мнение», «Поймай меня, если сможешь», «Звонок», «Терминал», «Лемони Сникет: 33 несчастья», «Проклятый путь», «Искусственный разум», «Столкновение с бездной», «Смерч», «Легенда Зорро» и «Амистад».
В 1994 году Паркса назначили президентом компании Стивена Спилберга «Amblin Entertainment», и через год, он с женой Лори Макдональд, являющейся также партнёром по бизнесу, создают кинокомпанию «DreamWorks». Как президент студии, Паркс, в сотрудничестве с Лори Макдональд, курировал разработку и производство всех кинопроектов «DreamWorks», в том числе последующих трёх победителей премий «Оскар» в категории «Лучшая картина»: «Красота по-американски», «Гладиатор» и «Игры разума» — последние два в партнёрстве с «Universal Studios». Также были и другие фильмы, созданные во время их руководства: «Почти знаменит» Кэмерона Кроу, «Что скрывает ложь» Роберта Земекиса, «Телеведущий: Легенда о Роне Бургунди» Адама Маккея, «Соучастник» Майкла Манна и выигравшая премии «Оскар» и «Золотой глобус» драма Стивена Спилберга «Спасти рядового Райана», который стал самым кассовым фильмом страны в 1998 году.
Паркс является членом Академии кинематографических искусств и наук, Гильдии сценаристов Америки и Global Business Network. Он входит в совет директоров Центра новой американской безопасности (CNAS).
Паркс вместе со своей женой живут в Санта-Монике, Калифорнии, у них двое детей, Джейн Макдональд и Грэм Джозеф.

## Фильмография
- Военные игры / WarGames (1983) (сценарист)
- Волонтёры / Volunteers (1985) (продюсер)
- Верящий в правду / True Believer (1989) (продюсер)
- Пробуждение / Awekenings (1990) (продюсер)
- Тихушники / Sneakers (1992) (продюсер)
- Маленькие великаны / Little Giants (1994) (исполнительный продюсер)
- Вонгу Фу, с благодарностью за всё! Джули Ньюмар / To Wong Foo, Thanks for Everything! Julie Newmar (1995) (продюсер)
- Лоскутное одеяло / How to Make an American Quilt (1995) (исполнительный продюсер)
- Смерч / Twister (1996) (исполнительный продюсер)
- Миротворец / The Peacemaker (1997) (продюсер)
- Люди в чёрном / Men in Black: The Series (1997) (исполнительный продюсер)
- Люди в чёрном / Men in Black (1997) (продюсер)
- Амистад / Amistad (1997) (исполнительный продюсер)
- Солдатики / Small Soldiers (1998) (исполнительный продюсер)
- Маска Зорро / The Mask of Zorro (1998) (исполнительный продюсер)
- Столкновение с бездной / Deep Impact (1998) (исполнительный продюсер)
- Гладиатор / Gladiator (2000) (исполнительный продюсер)
- Искусственный разум / A.I. Artifical Intelligence (2001) (исполнительный продюсер)
- Смокинг / The Tuxedo (2002) (исполнительный продюсер)
- Машина времени / The Time Machine (2002) (продюсер)
- Проклятый путь / Road to Predition (2002) (исполнительный продюсер)
- Звонок / The Ring (2002) (продюсер)
- Особое мнение / Minority Report (2002) (продюсер)
- Люди в чёрном 2 / Men in Black II (2002) (продюсер)
- Поймай меня, если сможешь / Catch Me If You Can (2002) (продюсер)
- Терминал / The Terminal (2004) (продюсер)
- Лемони Сникет: 33 несчастья / Lemony Snicket’s A Series of Unfortunate Events (2004) (продюсер)
- Звонок / The Ring Two (2005) (продюсер)
- Остров / The Island (2005) (продюсер)
- Между небом и землёй / Just like Heaven (2005) (продюсер)
- Легенда Зорро / The Legend of Zorro (2005) (продюсер)
- Суини Тодд, демон-парикмахер с Флит-стрит / Sweeney Todd: The Demon Barber of Fleet Street (2007) (продюсер)
- Пылающая равнина / The Burning Plain (2009) (продюсер)
- Незваные / The Uninvited (2009) (продюсер)
- Ужин с придурками / Dinner for Schmucks (2010) (продюсер)
- Люди в чёрном 3 / Men in Black 3 (2012) (продюсер)
- Экипаж / Flight (2012) (продюсер)
- Шпионы по соседству / Keeping Up with the Joneses (2016) (продюсер)